# Kayla Barron
Kayla Jane Barron (Pocatello, 19 september 1987) is een Amerikaans ruimtevaarder. Zij werd in juni 2017 door NASA geselecteerd om te trainen als astronaut en ging in november 2021 voor het eerst de ruimte in. 
Barron maakt deel uit van NASA Astronautengroep 22, ook wel The Turtles genoemd. Deze groep van 12 astronauten begon hun training in 2017 en werden in 2020 astronaut. In december 2020 werd bekendgemaakt dat zij samen met Raja Chari de ruimte in zal gaan als onderdeel van het Commercial Crew-programma van NASA. Die maand werd ook bekendgemaakt dat zij meedoet met het Artemisprogramma. Een door NASA opgestart internationaal ruimtevaartprogramma om tegen 2024 opnieuw astronauten op de Maan te landen.
Haar eerste ruimtevlucht SpaceX Crew-3 begon op 10 november 2021. Dit was de derde reguliere bemande ruimtevlucht van SpaceX. Zij werkte aan boord van het Internationaal ruimtestation ISS voor ISS-Expeditie 66 en ISS-Expeditie 67.
Crew-3 landde op 6 mei 2022 in de Golf van Mexico, na 176 dagen in de ruimte.